# Société des chemins de fer des Bouches-du-Rhône
La Société des chemins de fer des Bouches-du-Rhône est une compagnie ferroviaire créée en 1870, ayant pour but la construction et l'exploitation de lignes de chemin de fer d'intérêt local dans les Bouches-du-Rhône.

## Historique
Par décret impérial N°17 793 du 19 février 1870, Monsieur Henri Michel se voit obtenir la concession de deux lignes de chemin de fer d'intérêt local en Provence : une première de Pas-des-Lanciers à Martigues, une seconde de Tarascon à Saint-Rémy-de-Provence. Le même décret les déclare d'intérêt public. L'Etat, le département, les collectivités locales accordent une subvention de 4 247 500 francs pour la réalisation du projet.
Le 30 octobre 1879, la compagnie fait faillite et ses actifs sont repris en 1881 par la Société nouvelle des chemins de fer des Bouches-du-Rhône.

## Réseau
Le réseau comprend les lignes suivantes,:
- Pas-des-Lanciers - Martigues, (18,040 km), écartement standard, ouverture le 22 décembre 1872 ;
- Tarascon - Saint-Rémy-de-Provence, (14,600 km), écartement standard, ouverture le 25 mai 1874.